# Камаев, Рашит Бурханович
Раши́т Бурха́нович Кама́ев (22 февраля 1937 — 6 мая 2000) — советский и российский философ и социолог. Доктор философских наук, профессор.

## Биография
Родился 22 февраля 1937 года в селе Янаул.
В 1961 году окончил Бирский государственный педагогический институт. Был секретарём Татышлинского районного комитета ВЛКСМ.
С 1962 года — секретарь комсомольской организации Альшеевского сельского производственного управления.
С 1965 года — директор Айбулякской неполной средней школы.
С 1967 года — заведующий отделом пропаганды Янаульского, с 1969 года — Нуримановского районных комитетов КПСС.
В 1974 году в Саратовском государственном университете имени Н. Г. Чернышевского защитил диссертацию на соискание учёной степени кандидата философских наук по теме «Планирование социального развития колхоза: (Методология и методика)».
С 1974 года — преподаватель, с 1987 года профессор, в период с 30 июня 1989 по 12 марта 1990 года — заведующий кафедрой научного коммунизма Уфимского государственного авиационного института.
В 1987 году в Ростовском-на-Дону государственном университете имени М. А. Суслова защитил диссертацию на соискание учёной степени доктора философских наук по теме «Теоретико-методологические вопросы управления процессом стирания существенных различий между городом и деревней в СССР»
С 1990 года — профессор и заведующий кафедрой философии Уфимского государственного нефтяного технического университета.
С 1995 года — декан гуманитарного факультета Уфимского государственного нефтяного технического университета.
Активный лектор общества «Знание» по социальным проблемам села, социальной политике.
Автор более 100 научных работ. Научные исследования посвящены взаимоотношениям города и деревни, методологическим проблемам социального развития сельским производственных коллективов, моделированию и регулированию процессов урбанизации.

## Научные труды

### Монографии
- Камаев Р. Б. Планирование социального развития колхоза: Методология обоснование и опыт разраб. плана в колхозе "Победа" Альшеев. р-на БАССР на 1976-1980 гг. / Под ред. проф. Н. А. Аитова. — Уфа: Башкирское книжное издательство, 1976. — 112 с.
- Аитов Н. А., Камаев Р. Б. Новый промышленный центр и село. — М.: Экономика, 1983. — 104 с.
- Камаев Р. Б. Преодоление существенных различий между городом и деревней: Методология основы управления / Под ред. Н. А. Аитова. — Саратов: Изд-во Саратовского ун-та, 1986. — 123 с.

### Статьи
- Аитов Н. А., Камаев Р. Б. О методологии изучения социальных различий города и деревни // Социологические исследования. — 1983. — № 2. — С. 136—140.
- Авдонин А. Н., Камаев Р. Б., Рыжевская Д. С. Экологическое сознание: состояние и причины пассивности // Социологические исследования. — 1997. — № 8. — С. 88—92.

## Награды
- Заслуженный деятель науки Республики Башкортостан[6]